# 竹慶本樂仁波切
第七世竹慶本樂仁波切（英語：Dzogchen Ponlop Rinpoche (2014年更名為Ricky Kwahu Arnae)，藏語：རྫོགས་ཆེན་དཔོན་སློབ་རིན་པོ་ཆེ།，1965年—），藏傳佛教寧瑪派祖古與噶舉派金剛乘上師。竹慶本樂是地位崇高的大圓滿法脈持有者，同時也具有完整的噶瑪噶舉派傳承。曾是一位佛教比丘，現已還俗，為那瀾陀菩提佛學中心與正知國際學院的創辦人與佛教導師，在此指導學生修學佛法。為歸化美國公民，現居美國西雅圖。

## 生平
竹慶本樂祖古傳承，來自於藏傳佛教寧瑪派六大主寺佐欽寺，前一世的竹慶本樂為佐欽寺住持之一，是地位崇高的大圓滿法派持有者。此世為第七世轉世祖古，也擁有噶瑪噶舉派傳承。
生於锡金隆德寺。其父親檔卻永度是大寶法王的常務祕書，其母親列些卓瑪。在出生前，第十六世噶瑪巴·讓炯日佩多傑就曾預言其子將是竹慶本樂轉世祖古。在其出世不久，讓炯日佩多傑就認證他為第七世竹慶本樂靈童，也獲得第十四世達賴喇嘛的認證。
在第十六世噶瑪巴·讓炯日佩多傑門下受三皈依與菩薩戒，竹慶本樂在1974年接受了沙彌戒，隨後接受了完整的比丘戒成為出家比丘。1968年，於隆德寺舉辦了坐床典禮，正式繼承竹慶本樂名號。
竹慶本樂從第十六世噶瑪巴·讓炯日佩多傑得到所有噶瑪噶舉的教法與灌頂。爾後大寶法王也送本樂仁波切去頂果欽哲法王座下學習大圓滿的教法與灌頂。仁波切也師從創古仁波切、卡盧仁波切，紐修堪仁波切與祖古烏金仁波切。而仁波切的根本上師是瑜伽士堪布竹清嘉措仁波切。本樂仁波切從12歲開始在隆德寺的佛學院中學習佛教哲學。三年之後，在1980年，仁波切第一次與大寶法王訪問西方，如美國、加拿大與東南亞。在這些的旅程中，仁波切主要是擔任法王的侍者，同時也給予佛法教學與擔任法會儀軌的助手。
在1981年，仁波切進入了隆德寺中的佛學大學，噶瑪師利那瀾陀高等佛學院，學習因明、五部大論、心理學與辯經等。在隆德寺的期間，仁波切曾為學生會工作，而在1987年，佛學院成立的新的圖書館，仁波切擔任圖書館館長，同時也擔任高等佛學研究期刊Nalandarirti的主編。仁波切在1990年五月從噶瑪師利那瀾陀高等佛學院畢業，成為迦拉章巴(Ka-rabjampa)。(Ka-rabjampa 意指"在經論上無礙"，等同於薩迦派與格魯派中的格西。)這同時，仁波切也獲得森普那瀾梵語大學 (Sampurnanant Sanskrit University)的阿闍黎學位，等同於佛教哲學碩士。之後，仁波切也曾在哥倫比亞大學完成英文與比較宗教的課程。
竹慶本樂在美國捨戒還俗，成為一般的佛學導師。。目前仁波切旅居美國西雅圖，以那瀾陀西方國際研討中心為其在全球的主要佛學中心與據地在西方廣傳佛法。除了西方的佛學活動，仁波切也曾數次在香港大學給予一學期的藏傳佛教課程擔任講師。

## 家庭
2000年，竹慶本樂與Amita Gupta結婚，在2013年離婚。兩人沒有子女。
2014年，更名為Ricky Kwahu Arnae，與台灣藝人柳翰雅結婚，同年其女出生。
- 1994: 成立「了義國際」(Nitartha International)為一非營利組織，融合傳統西藏學術與現代電腦科技。
- 1996: 成立「了義佛學院」 (Nitartha Institute)，為一座適合西方人的佛學院。同年也在那諾巴大學(Naropa University)擔任客座教授。
- 1997: 成立「那瀾陀菩提佛學中心」(Nalandabodhi Center)。
- 1998: 出任德國蓮花戒佛學院(Kamalashila Institute) 院長。
- 2003: 成立「那瀾陀西方國際研討中心」(Nalanda West) 位於美國華盛頓州西雅圖。[8]
- 2008: 策劃第十七世大寶法王第一次訪美。
- 2010: 策劃第十七世大寶法王第二次訪美。
- 2015: 策劃第十七世大寶法王第三次訪美。
- 2018: 策劃第十七世大寶法王第四次訪美。

## 著作
仁波切在常期在菩提雜誌(Bodhi)與其它地方擔任主筆作家，也出版了許多膾炙人口的書籍與文章:
- 2015: 菩薩行證至彼岸: 那瀾陀萻提佛學研習課程 系列三 【無盡悲心】⑤。ISBN 978-986-91584-3-5
- 2015: 菩薩修心七要訣: 那瀾陀萻提佛學研習課程 系列三 【無盡悲心】④。ISBN 978-986-91584-2-8
- 2015: 讚佛先讚大悲心: 那瀾陀萻提佛學研習課程 系列三 【無盡悲心】③。ISBN 978-986-91584-1-1
- 2014: 中間亦無中觀派: 那瀾陀萻提佛學研習課程 系列三 【無盡悲心】②。ISBN 978-986-87973-9-0
- 2014: 覺悟有情乘願來: 那瀾陀萻提佛學研習課程 系列三 【無盡悲心】①。ISBN 978-986-87973-8-3
- 2013: 寂滅為樂二乘人: 那瀾陀萻提佛學研習課程 系列二 【聖者之道 下】。ISBN 978-986-87973-6-9
- 2013: 從前有位阿羅漢: 那瀾陀萻提佛學研習課程 系列二 【聖者之道 上】。ISBN 978-986-87973-4-5
- 2013: 叛逆的佛陀:回歸真心 莫忘初衷。ISBN 978-986-241-680-8 (天下雜誌)
- 2013: 普賢王如來祈願文。ISBN 978-986-6409-51-6 (橡樹林文化)
- 2012: 沒有我時我是誰: 那瀾陀萻提佛學研習課程 系列一 【佛法入門 下】。ISBN 978-986-87973-2-1
- 2012: 佛陀佛陀請開門: 那瀾陀萻提佛學研習課程 系列一 【佛法入門 上】。ISBN 978-986-87973-1-4
- 2010: 離死之心。ISBN 978-986-6409-1-10
- 2008: 狂野的覺醒: 大手印與大圓滿之旅。ISBN 978-986-84809-2-6

## 外部連結
- 那瀾陀菩提佛學中心官方網站 （页面存档备份，存于）
- 正知國際學院官方網站 （页面存档备份，存于）